# Конфигурация двигателя
Конфигурация двигателя внутреннего сгорания — это инженерный термин, обозначающий расположение главных компонентов поршневого двигателя внутреннего сгорания (ПДВС). Этими компонентами являются цилиндры и в особенности коленчатые валы, а также иногда распределительный вал.

## Классификация по взаимному расположению цилиндров
- Одноцилиндровый двигатель.
- Рядные двигатели:
  - Однорядный двигатель, где все цилиндры расположены в один ряд.
    - U-образный двигатель, представляющей собой два рядных двигателя, коленчатые валы которых механически соединены при помощи цепи или шестерней.

  - V-образный двигатель, с двумя рядами цилиндров, расположенных под углом  друг к другу и работающих на один коленвал.
  - Оппозитный двигатель — частный случай V-образного двигателя, где блоки цилиндров расположены под углом 180°.
    - Н-образный двигатель (англ. H engine)

  - VR-двигатель — V-образный двигатель с малым углом развала и имеющий общую головку блока для правого и левого ряда цилиндров и не разделенный блок.Так же может называться рядно-разнесенным.
    - W-образный двигатель — представляет собой два  блока VR-двигателя  расположенных V образно и работающих на один коленвал. Имеет две раздельных ГБЦ, каждая на два ряда цилиндров. Ранее обозначение применялось к двигателям из трех рядов цилиндров, работающих на один коленвал.

  - Двигатель со встречным движением поршней — с двумя блоками цилиндров, расположенных друг против друга с общей камерой сгорания и отдельными коленчатыми валами.
- Звездообразный двигатель — поршневой двигатель внутреннего сгорания, цилиндры которого расположены радиальными лучами вокруг одного коленчатого вала через равные углы.
  - Y-образный двигатель — частный случай звездообразного двигателя, с тремя блоками цилиндров под углом 120°.
  - Ротативный двигатель — звездообразный двигатель воздушного охлаждения, основанный на вращении цилиндров (обычно представленных в нечетном количестве) вместе с картером и воздушным винтом вокруг неподвижного коленчатого вала, закреплённого на моторной раме.
- Роторно-поршневой двигатель.

## Обозначение конфигурации на машинах
Иногда на кузове автомобиля указывается, какую конфигурацию имеет двигатель. Обычно это несет в себе маркетинговые задачи, так обозначение "V8" должно выделять модель как более престижную. Эта тенденция постепенно исчезает по нескольким причинам: 
- Уменьшение объëма цилиндров.
- Рост уровней форсирования моторов, например если ещё в 90-е годы прошлого века 3-л двигатель конфигурации V6 выдавал около 200 ЛС, то сейчас 4-цилиндровый одноблочный мотор с объëмом  около 2-х литров может выдать и 300 ЛС, то есть рост уровня форсирования более чем вдвое.
- Низкая практическая ценность сложной конфигурации мотора и большого количества цилиндров.